# Christophe Bataille
Christophe Bataille, nacido en 1971, es escritor francés.

## Biografía
Después de estudiar administración en HEC Paris, Christophe Bataille trabajó durante dos años en Londres en cooperación para L'Oréal. Allí escribió su segunda novela, Absenta, tras el éxito de la primera, Annam, que fue bien recibida por la crítica.
De regreso a París, cambió de carrera en 1995 y se trasladó al mundo editorial en Grasset mientras seguía escribiendo por la noche.
Desde enero de 2007 apoya a Bibliothèques Sans Frontières, una joven ONG que tiene como objetivo facilitar el acceso al conocimiento en los países en desarrollo.

## Obras
- 1993: Annam, éditions Arléa – Premio Deux Magots.
- 1994: Absinthe, Arléa, 1994 – Prix littéraire de la vocation
- 1997: Le Maître des heures, Éditions Grasset
- 1999: Vive l'enfer, Grasset
- 2002: J'envie la félicité des bêtes, Grasset,
- 2006: Quartier général du bruit, Grasset
- 2008: Le Rêve de Machiavel, Grasset
- 2012: L'Élimination coescrito con Rithy Panh, Grasset, ISBN 978-2246772811
- L'image Manquante
- L'Expérience, Grasset